# British Darts Organisation
British Darts Organization (BDO) byla šipkařská organizace založená 7. ledna 1973. Měla 66 členských zemí a organizovala profesionální, poloprofesionální a amatérské soutěže v Británii i po celé Evropě. BDO byla zakládajícím členem World Darts Federation v roce 1974. V letech 1978 až 2020 také pořádala vlastní mistrovství světa. Na podzim roku 2020 vstoupila do likvidace
Na začátku 90. let proběhl spor mezi zakladatelem Olly Croftem a nejlepšími hráči šipek kvůli poklesu televizního pokrytí a podpory sponzorů, kvůli kterému se hráči odtrhli a vytvořili svoji vlastní organizaci, ze které se stala Professional Darts Corporation ( PDC). Od té doby BDO a PDC pořádaly své vlastní turnaje a mistrovství světa.
BDO trpěla v pozdějších letech rostoucím počtem problémů. Mnoho z nejlepších hráčů postupně přecházelo do lukrativnější PDC. Nesrovnalosti na World Masters 2019 vedly k tomu, že BDO byla Světovou šipkovou federací (WDF) degradována na status přidruženého člena.  Finanční problémy vedly k tomu, že prizemoney na mistrovství světa 2020 byly výrazně sníženy. BDO následně vstoupila do likvidace v září téhož roku.